# Gornja Zaljut
Gornja Zaljut este un sat din comuna Cetinje, Muntenegru. Conform datelor de la recensământul din 2003, localitatea are 17 locuitori (la recensământul din 1991 erau 27 de locuitori).

## Demografie
În satul Gornja Zaljut locuiesc 16 persoane adulte, iar vârsta medie a populației este de 44,4 de ani (48,5 la bărbați și 41,7 la femei). În localitate sunt 5 gospodării, iar numărul mediu de membri în gospodărie este de 3,40.
|  |

| Demografie | Demografie | Demografie |
| An         | Locuitori  | Locuitori  |
| ---------- | ---------- | ---------- |
|            |            |            |
|            |            |            |
|            |            |            |
|            |            |            |
| 1948       | 415        |            |
| 1953       | 308        |            |
| 1961       | 279        |            |
| 1971       | 208        |            |
| 1981       | 52         |            |
| 1991       | 27         | 27         |
| 2003       | 17         | 17         |

| \| Componența etnică conform recensământului din 2003[2] \| Componența etnică conform recensământului din 2003[2] \| Componența etnică conform recensământului din 2003[2] \| Componența etnică conform recensământului din 2003[2] \| Componența etnică conform recensământului din 2003[2] \| \| ----------------------------------------------------- \| ----------------------------------------------------- \| ----------------------------------------------------- \| ----------------------------------------------------- \| ----------------------------------------------------- \| \| \| \| \| \| \| \| Muntenegreni \| Muntenegreni \| \| 16 \| 94,11% \| \| necunoscută \| necunoscută \| \| 0 \| 0% \| |              |  |    |        |
| Componența etnică conform recensământului din 2003 |              |  |    |        |
| |              |  |    |        |
| Muntenegreni | Muntenegreni |  | 16 | 94,11% |
| necunoscută | necunoscută  |  | 0  | 0%     |